# Dracunculiasi
La dracunculiasi (o dracunculosi, dracuntiasi) è una parassitosi sottocutanea, causata da Dracunculus medinensis.

## Storia
- Nella Bibbia (Numeri 21,6-7)[1] si parla di serpenti ardenti[2] che affliggevano gli ebrei durante l'esodo nel deserto, e di come gli afflitti implorassero Mosè di levarli loro.
- Plutarco (I-II secolo d.C.), e Agatarchide prima di lui, riferiscono di alcuni malati "intorno al Mar Rosso" ai quali "sortivano di dosso dei serpentelli che mangiavano loro il grasso delle gambe o i muscoli del braccio. E quando si cercava di toccarli rientravano dentro e si raggomitolavano nei muscoli provocando dei bozzi e delle posteme (pustole) dolorosissime".
- Il medico persiano Rhazes (865-925), nel suo trattato di medicina "Continens", descrive il dracunculo, chiamandolo "vena".
- Avicenna (980-1037), nei suoi "Canoni", parla della "vena" di Medina", così chiamata perché molto frequente in quella città, benché si trovasse ugualmente in tutto il Medio Oriente. Descrive "un piccolo gonfiore del corpo, che si trasforma in una vescica, dalla quale, a un certo momento, fuoriesce qualcosa di rosso-nerastro, provvisto di moto manifesto, che si prolunga sotto la cute e che sembra proprio un animale, benché altri lo considerino un grosso nervo corrotto". "Si manifesta il più delle volte alle gambe, ma è stato visto anche sulle mani e sui fianchi". Avicenna pensa che il verme sia generato dalle acque.
- Georg Hieronymus Welsch (1624-1667), nella sua "Exercitatio de Vena Medinensis", riporta le nozioni che, del dracunculo, avevano i medici arabi, come la malattia assumesse nomi diversi a seconda della presentazione clinica (Ventositas parambulans, Tubercula verminantia, Pustula variolacea et verminosa) e i nomi del parassita tra le diverse popolazioni ("draghetto" tra gli italiani, "Haarwurm" tra i tedeschi). Descrive come la malattia si manifestasse con la formazione di una pustola, che evolveva in un "tumore infiammatorio spurio", e poi di una vescica dentro la quale si poteva vedere il "motus vermicularis". Velsch già ipotizza la natura parassitaria del dracunculo e ricorda come si trovassero vermi simili anche nella patologia veterinaria. Il Velsch nota che il verme colpisce solo le popolazioni di determinate regioni e suppone che il motivo sia da attribuire alle particolari abitudini alimentari di tali genti: attribuisce la patogenesi all'ingestione di "aquae insalubris". La prognosi è benigna perché - dice - il verme è senza veleno e la cura è chirurgica: si incide il tumore e si estrae lentamente il verme con un "instrumentum ad extractionem". Velsch riporta numerosi disegni di vari strumenti chirurgici per catturare ed estrarre il verme e fornisce consigli profilattici: evitare i luoghi dove è diffusa la "Vena medinensis" ed evitare di consumare i cibi locali.
- Nel 1836, D. Forbes, un ufficiale britannico che prestava servizio in India, descrisse le larve di D.medinensis nell'acqua. Per anni parassitologi come George Busk ipotizzarono che la trasmissione della parassitosi avvenisse attraverso la penetrazione della cute.
- Nel 1870 il parassitologo russo Alekseij Pavlovic Fedcenko ipotizzò il ciclo vitale del dracunculo, compresi gli stadi nel vettore crostaceo. La scoperta fu poi confermata da sir Patrick Manson nel 1894.
- Nel 1913 l'intero ciclo vitale fu elaborato dal batteriologo indiano Dyneshvar Atmaran Turkhud, che riuscì a infestare dei volontari facendo loro ingerire crostacei portatori di larve di dracunculo.

## Classificazione
Dracunculus medinensis ("filaria di Medina" o "verme di Guinea") è un nematode (un verme rotondo) della sottoclasse Secernentea, dell'ordine degli Spirurida, della famiglia delle Dracunculidae. Dracunculus in latino significa "draghetto".

## Epidemiologia
Nei primi anni 1990, l'incidenza della dracunculiasi nel mondo era ancora di 3-5 milioni di casi all'anno. Dal 1996 sono stati segnalati solo circa 150 000 casi, per lo più dal Sudan, fino agli 11 000 casi riportati nel 2005, i 1 060 appena del 2011, e la quasi scomparsa della malattia nei primi mesi del 2012. Le campagne di eradicazione della drancuculiasi sono state molto efficaci e hanno portato a una riduzione dell'incidenza del 99,5%. La distribuzione geografica della dracunculiasi è oggi limitata alle regioni del Golfo di Guinea e del Sahel (dove si concentra la maggior parte dei casi), alla penisola arabica e ad alcune zone del subcontinente indiano. La parassitosi è tipicamente endemica in zone semi-aride, con scarsa disponibilità di acqua potabile. La trasmissione è stagionale e si concentra nella stagione secca nelle regioni più umide, quando l'acqua scarseggia, e nella stagione delle piogge nelle zone desertiche, quando l'acqua è disponibile.

## Modalità di trasmissione e ciclo vitale

Ciclo vitale di Dracunculus medinensis (Fonte: CDC di Atlanta)

L'uomo si infesta bevendo acqua contaminata da copepodi (piccoli crostacei) del genere Cyclops a loro volta infestati dalle larve di D. medinensis. Dopo l'ingestione, il crostaceo muore e rilascia le larve che attraversano la parete dello stomaco e dell'intestino e entrano nella cavità addominale oppure penetrano nei vasi linfatici dello spazio retro-peritoneale. Dopo la maturazione nella forma adulta e l'accoppiamento (in 70 giorni circa), i vermi migrano nel tessuto sottocutaneo verso la superficie della cute. Dopo un anno circa dall'infestazione, quando la femmina raggiunge le sue dimensioni finali, produce una sostanza tossica che provoca la formazione di una bolla cutanea, solitamente sul piede dell'individuo infestato, la quale poi si rompe.
La lesione provoca bruciore e dolore locale e quando il paziente cerca sollievo bagnando la parte affetta nell'acqua, la femmina emerge dalla ferita con la sua estremità caudale e rilascia un liquido lattiginoso contenente migliaia di larve rabditoidi al I stadio, contaminando la fonte. Dopo pochi minuti il bruciore ricompare e l'operazione si ripete, questo per settimane finché la femmina non abbia eliminato tutte le sue larve (fino a 3 milioni). Alla fine il verme muore. Le larve sono poi ingerite dai copepodi presenti nell'acqua, nei quali cominciano un ciclo di sviluppo (purché la temperatura dell'acqua sia superiore ai 19 °C) e dopo 2–3 settimane, dopo due mute diventano larve al III stadio, potenzialmente infestanti. Le infestazioni sono date da una o poche femmine per volta.

## Morfologia
Il dracunculo è un verme lungo e sottile: il maschio adulto è lungo 40 mm e la femmina dai 50 ai 120 mm. Il loro diametro è di 1–2 mm. La larva al I stadio è lunga fino a 750 µm; la larva al III è lunga 200–600 µm.

## Patogenesi
Il danno del dracunculo è di tipo meccanico e viene provocato durante la migrazione della femmina gravida nel tessuto sotto-cutaneo degli arti inferiori, solitamente.
Se la femmina di dracunculo non viene estratta dal sottocute, quando muore provoca sovrinfezioni batteriche con formazione di ascessi. Il verme morto provoca una reazione infiammatoria con deposizione di tessuto fibroso e calcificazione. Se sono coinvolte anche le articolazioni, si può avere la loro anchilosi.

## Clinica
Il paziente è asintomatico, fino alla comparsa della lesione cutanea, solitamente all'arto inferiore. Compare un nodulo e poi una vescicola. Si ha una sensazione locale di prurito e di bruciore. Quando si cerca sollievo immergendo la parte affetta nell'acqua, la vescicola si rompe. Se il verme attraversa un'articolazione può aversi un'artrite. Spesso la lesione ulcerata si sovrinfetta, con quadri infiammatori anche molto importanti (cellulite batterica).

## Diagnosi
La diagnosi è clinica, attraverso l'ispezione diretta della ferita e della fuoriuscita del verme durante il bagno. È possibile anche il riscontro all'esame microscopico delle larve emesse dalla femmina nell'acqua.

### Esami bioumorali
Le sostanze tossiche liberate dal verme possono provocare una reazione allergica con ipereosinofilia periferica.

### Diagnostica per immagini
Non necessaria. Le radiografie possono eventualmente evidenziare la presenza nel sottocute di un verme morto calcificato.

## Prognosi
Se l'estrazione ha successo la prognosi è ottima. Se il verme muore nel sottocute possono aversi complicanze suppurative. Se il verme morto attraversa un'articolazione, si può anchilosare.

## Terapia

### Chirurgica
Arcaico ma ancora validissimo è il vecchio sistema di estrazione del verme per arrotolamento su un bastoncino, dopo averne afferrata la coda. L'operazione è molto delicata, può durare anche giorni e necessita di operatori molto esperti. La reazione infiammatoria attorno al corpo del verme può renderne l'estrazione molto difficoltosa. Se il verme si rompe durante l'estrazione, muore nel sottocutaneo e non si può più eliminare.

### Anti-parassitaria
Non esistono antielmintici efficaci. Sembra che il Niridazolo riduca l'infiammazione attorno al verme e ne faciliti l'estrazione.

### Profilassi
Sono vari i sistemi proposti per l'interruzione del ciclo di trasmissione: l'eliminazione dei copepodi dalle acque con impiego di pesticidi (Abate), la filtrazione con tele delle acque destinate al consumo umano. La sostituzione dei pozzi a gradini, che costringono all'immersione degli arti durante la raccolta dell'acqua, con pozzi molto profondi, dovrebbe impedire la contaminazione delle acque da parte degli individui infestati, che così non entrerebbero più con i piedi nell'acqua. La costruzione di acquedotti per la canalizzazione dell'acqua potrebbe eliminare definitivamente il problema e già è stato fatto in molte parti del mondo.

## Nella pittura
La dracunculiasi appare chiaramente per la prima volta in una pala d'altare del XV secolo esposta alla Pinacoteca di Bari. L'anonimo pittore rappresenta San Rocco con un filamento sottile bianco che fuoriesce da una lesione sulla coscia sinistra.